# Römischer Grabaltar (Eiselfing)

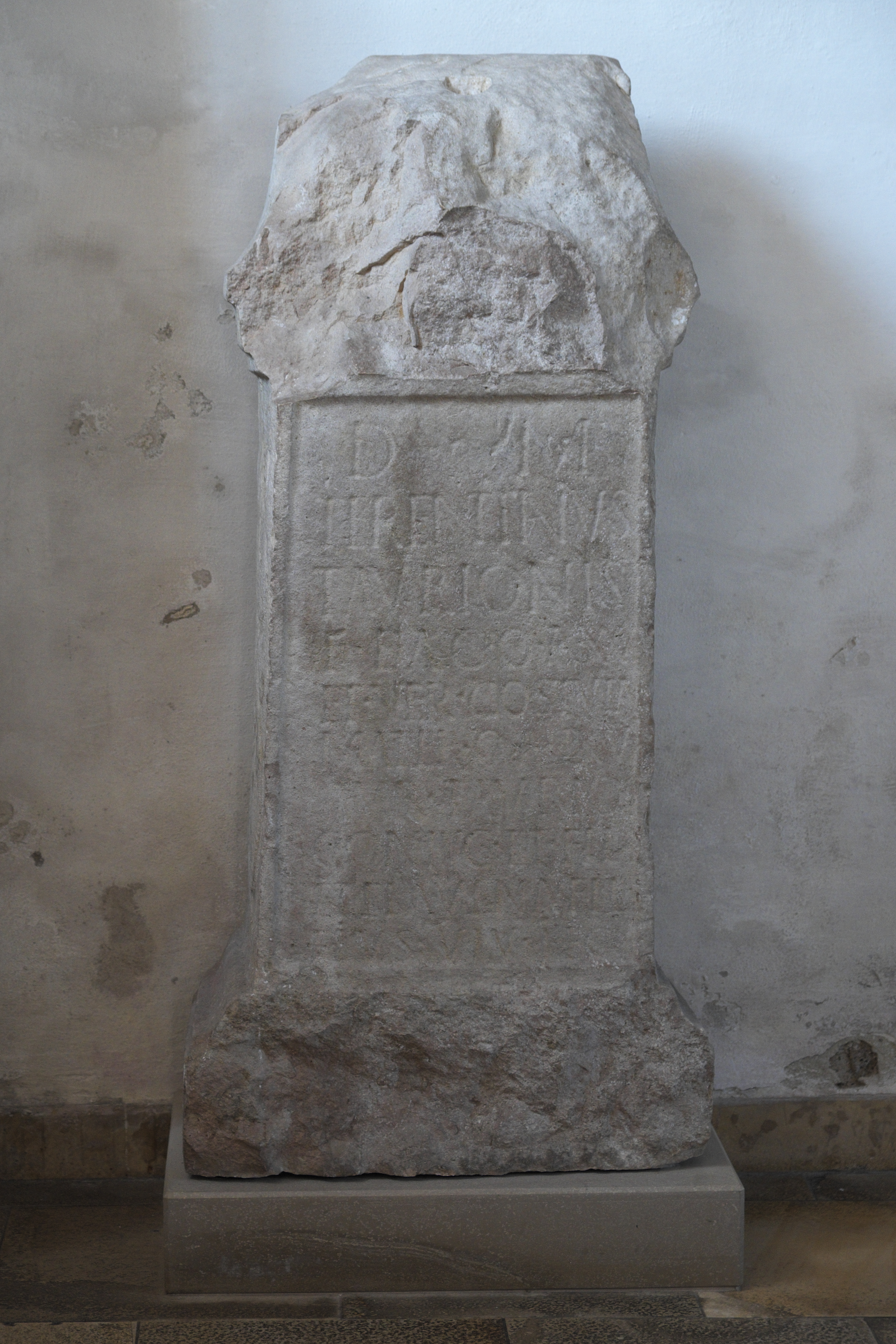
Römischer Grabaltar in Eiselfing

Der Römische Grabaltar befindet sich in der Kirche St. Rupertus in Eiselfing, einer Gemeinde im oberbayerischen Landkreis Rosenheim. Nach der Restaurierung des Grabaltars wurde er rechts vom Eingang der Kirche aufgestellt.

## Beschreibung
Beim Abbruch der Hochaltarmensa von St. Rupertus im Jahr 1969 wurde ein römischer Grabaltar entdeckt, der im Hochaltar vermauert war. Basisprofil und pyramidenstumpfförmiger Aufsatz waren zum Teil abgearbeitet. Der Altar aus hellem, gelbrötlichen Kalkstein, sogenanntem Untersberger Marmor, ist 61 cm breit, 126 cm hoch und hat eine erhaltene Tiefe von 39 cm. Er gehört zum Typus der Pfeilergrabmäler und wird in die Zeit zwischen 200 und 250 nach Christus datiert. In die Vorderseite ist eine lateinische Inschrift gemeißelt, die in deutscher Übersetzung lautet:
„Den Totengeistern geweiht! Terentinus, des Taurio Sohn, Reiter der Ala C(?), gestorben im Alter von 30 Jahren, und Verecunda Cosivia, die Mutter, gestorben im Alter von 65 Jahren. Aurelius Taurio hat der Gattin und dem Sohn zusammen mit seiner Tochter bei Lebzeiten den Grabstein errichtet.“ Eine schmale Randleiste umrahmt das Inschriftfeld.
Die Schmalseiten des Oberteils zeigen das Hinterteil eines Panthers und links eine Opferschale. Die Schmalseiten des unteren Blocks sind jeweils mit einem Delfin verziert.

Schmalseiten
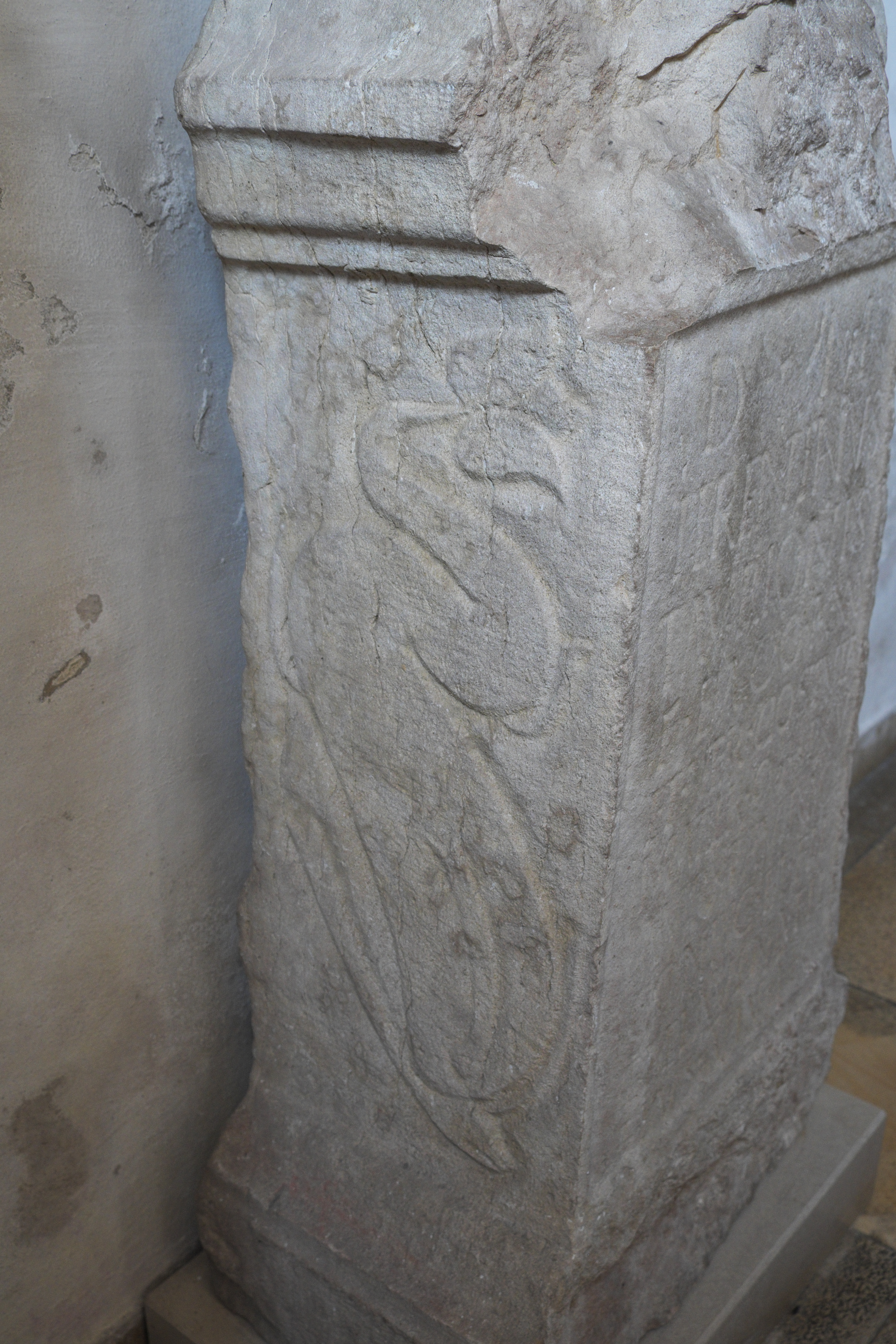
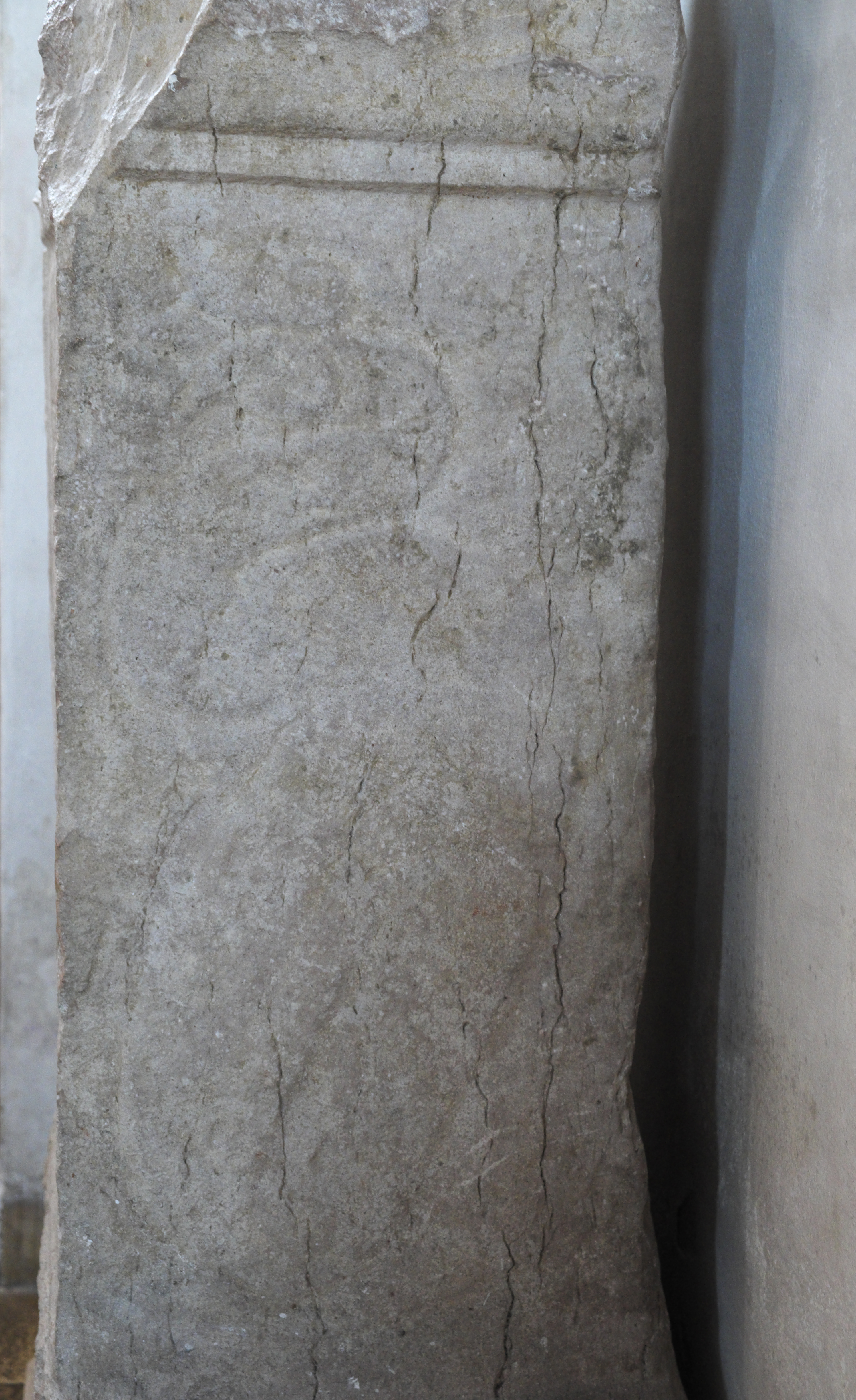